# Walford (Iowa)
Walford ist eine Kleinstadt (mit dem Status „City“) im Benton County und im Linn County im US-amerikanischen Bundesstaat Iowa. Das U.S. Census Bureau hat bei der Volkszählung 2020 eine Einwohnerzahl von 1.366 ermittelt.
Walford ist Bestandteil der Metropolregion um die Stadt Cedar Rapids.

## Geografie
Walford liegt im Osten Iowas im südwestlichen Vorortbereich von Cedar Rapids. Der Mississippi, der die Grenze Iowas zu Wisconsin und Illinois bildet, fließt rund 140 km östlich. Die Grenze zu Minnesota verläuft rund 190 km nördlich und ebenfalls rund 170 km südlich der Stadt befindet sich die Grenze zu Missouri.
Die geografischen Koordinaten von Walford sind 41°52′42″ nördlicher Breite und 91°50′05″ westlicher Länge. Das Stadtgebiet erstreckt sich über eine Fläche von 2,87 km² und liegt in der Florence Township des Benton County und der Fairfax Township des Linn County.
Nachbarorte von Walford sind Fairfax (6,7 km nordöstlich), Swisher (15,6 km  ostsüdöstlich), Oxford (26,2 km südlich), Amana (12,1 km südsüdwestlich), Marengo (28,6 km südwestlich), Norway (9,9 km westnordwestlich), Blairstown (24,4 km in der gleichen Richtung), Newhall (24,2 km nordwestlich) und Atkins (15,6 km nordnordwestlich).
Das Stadtzentrum von Cedar Rapids liegt 19,3 km nordöstlich. Die nächstgelegenen weiteren größeren Städte sind Waterloo (95,6 km nordwestlich), Wisconsins Hauptstadt Madison (288 km nordöstlich), Rockford in Illinois (276 km ostnordöstlich), Chicago in Illinois (376 km östlich), die Quad Cities in Iowa und Illinois (132 km ostsüdöstlich), Iowa City (48,5 km südöstlich),  St. Louis in Missouri (462 km südsüdöstlich), Kansas City in Missouri (483 km südwestlich), Iowas Hauptstadt Des Moines (177 km westsüdwestlich), Nebraskas größte Stadt Omaha (400 km in der gleichen Richtung), Sioux City (442 km westnordwestlich), South Dakotas größte Stadt Sioux Falls (583 km in der gleichen Richtung), Rochester in Minnesota (285 km nordnordwestlich) und die Twin Cities in Minnesota (428 km in der gleichen Richtung).

## Verkehr
Der U.S. Highway 151 führt von Westen nach Nordosten durch das Zentrum von Walford. Alle weiteren Straßen sind untergeordnete Landstraßen, teils unbefestigte Fahrwege sowie innerörtliche Verbindungsstraßen.
Der nächste Flughafen ist der Eastern Iowa Airport in Cedar Rapids (12 km ostnordöstlich).

## Bevölkerung
Nach der Volkszählung im Jahr 2010 lebten in Walford 1463 Menschen in 479 Haushalten. Die Bevölkerungsdichte betrug 509,8 Einwohner pro Quadratkilometer. In den 479 Haushalten lebten statistisch je 3,05 Personen.
Ethnisch betrachtet setzte sich die Bevölkerung zusammen aus 98,6 Prozent Weißen, 0,1 Prozent Afroamerikanern, 0,1 Prozent amerikanischen Ureinwohnern, 0,3 Prozent Asiaten sowie 0,1 Prozent aus anderen ethnischen Gruppen; 0,8 Prozent stammten von zwei oder mehr Ethnien ab. Unabhängig von der ethnischen Zugehörigkeit waren 0,6 Prozent der Bevölkerung spanischer oder lateinamerikanischer Abstammung.
33,4 Prozent der Bevölkerung waren unter 18 Jahre alt, 61,3 Prozent waren zwischen 18 und 64 und 5,3 Prozent waren 65 Jahre oder älter. 48,6 Prozent der Bevölkerung waren weiblich.
Das mittlere jährliche Einkommen eines Haushalts lag bei 96.125 USD. Das Pro-Kopf-Einkommen betrug 29.791 USD. 4,7 Prozent der Einwohner lebten unterhalb der Armutsgrenze.